# Caio Canedo
Caio Canedo Corrêa, znany również jako Caio Canedo lub Caio (arab. كايو كانيدو كوريا; ur. 9 sierpnia 1990 w Volta Redonda) – emiracki piłkarz brazylijskiego pochodzenia grający na pozycji napastnika w klubie Al-Ain oraz reprezentacji Zjednoczonych Emiratów Arabskich.

## Kariera
Pierwszy klubem Caio w dorosłej karierze była lokalna Volta Redonda. Następnie przeniósł się do Botafogo. W drużynie rozegrał ponad 100 spotkań. W 2010 zdobył z nią Campeonato Carioca. W 2013 przeniósł się do Internacional. Z klubem dwukrotnie wygrał Campeonato Gaúcho. W 2014 roku wyjechał do Zjednoczonych Emiratów Arabskich i grał w Al-Wasl Dubaj. Od 2019 jest zawodnikiem Al-Ain.
W 2015 Caio otrzymał dokumenty umożliwiające mu grę dla Timoru Wschodniego, które jednak potem okazały się fałszywe. W 2020 zostało mu nadane obywatelstwo ZEA. W reprezentacji Zjednoczonych Emiratów Arabskich zadebiutował 12 listopada 2020 w meczu z Tadżykistanem. Pierwszą bramkę zdobył 16 listopada 2020 w starciu z Bahrajnem.